# Etelis boweni
Etelis boweni là một loài cá biển thuộc chi Etelis trong họ Cá hồng. Loài cá này được mô tả lần đầu tiên vào năm 2021.

## Từ nguyên
Từ định danh boweni được đặt theo tên của Brian W. Bowen, một nhà nghiên cứu tại Viện Sinh học biển Hawaiʻi (Đại học Hawaii), người đã sử dụng kỹ thuật di truyền phân tử để hỗ trợ phân loại cá.

## Phân bố và môi trường sống
E. boweni được mô tả dựa trên 16 mẫu vật thu thập từ Biển Đỏ và Tây Úc, các mẫu di truyền của E. boweni cũng đã được thu thập từ Ấn Độ Dương và Tây Thái Bình Dương cho thấy E. boweni có phân bố rộng rãi và trùng lặp với Etelis carbunculus (nhưng E. boweni không xuất hiện tại quần đảo Hawaii).
E. boweni được thu thập ở độ sâu trong khoảng 200–400 m.

## Mô tả
E. boweni rất dễ bị xác định nhầm với E. carbunculus do chúng đều mang kiểu hình màu đỏ hồng, nhưng E. boweni có mắt nhỏ hơn và một đốm đen ở chóp đuôi trên. Tuy nhiên, hai loài khác biệt rõ ràng về mặt di truyền và cả về chiều dài khi trưởng thành. E. boweni phát triển lớn hơn nhiều so với E. carbunculus, có khi dài hơn 1 m.
Số gai ở vây lưng: 10; Số tia vây ở vây lưng: 11; Số gai ở vây hậu môn: 3; Số tia vây ở vây hậu môn: 8.

## Sinh thái
E. boweni có thể sống được đến ít nhất là 20 năm tuổi.

## Nguy cơ tuyệt chủng
E. boweni đang bị đánh bắt quá mức ở Indonesia. Từ năm 2016 đến 2020, E. boweni nằm trong số 50 loài phong phú nhất được tìm thấy ở vùng nước sâu phía nam Indonesia. Dữ liệu cho thấy, phần lớn E. boweni chưa từng sinh sản hoặc trưởng thành trước khi bị đánh bắt.